# Holbækgade
Holbækgade er en gade beliggende på Østerbro i København. Gaden ligger mellem Korsørgade og Vordingborggade.

## Baggrund og navngivning
Holbækgade er opkaldt efter den sjællandske købstad Holbæk, og gaden følger dermed den navnetradition, der præger store dele af Østerbro, hvor mange gader er opkaldt efter danske provinsbyer. Gaden blev anlagt kort efter år 1900.